# Cerkiew Świętych Kosmy i Damiana w Kolechowicach
Cerkiew Świętych Kosmy i Damiana (pierwotnie Świętych Antoniego Pieczerskiego i Męczennicy Zofii) – prawosławna cerkiew filialna w Kolechowicach. Należy do parafii katedralnej Przemienienia Pańskiego w Lublinie, w dekanacie Lublin diecezji lubelsko-chełmskiej Polskiego Autokefalicznego Kościoła Prawosławnego.
Prawosławna parafia w Kolechowicach powstała w XIV w. Opisywana świątynia została zbudowana w 1902 na grobie Zofii Dudzińskiej, małżonki wieloletniego proboszcza miejscowej parafii, ks. Antoniego Dudzińskiego, który też sam sfinansował budowę obiektu. Pierwszymi patronami cerkwi byli patroni małżonków Dudzińskich. W momencie budowy cmentarnej cerkwi była to świątynia filialna względem miejscowej cerkwi parafialnej zbudowanej w 1883. Po zburzeniu tejże cerkwi w czasie akcji rewindykacyjno-polonizacyjnej kaplica cmentarna przejęła wezwanie i funkcje zniszczonej świątyni, tam też trafiło wyposażenie ze zniszczonego obiektu sakralnego.
Cerkiew w Kolechowicach została zamknięta po II wojnie światowej, po wysiedleniach ludności ukraińskiej wyznania prawosławnego. Od tego czasu, wobec niemal całkowitego braku wiernych w miejscowości, nabożeństwa odprawiane były okazjonalnie przez duchownych z Włodawy lub Lublina.
Obiekt znajduje się w obrębie prawosławnego cmentarza, 300 metrów na zachód od głównej drogi przechodzącej przez wieś.

## Historia

### Pierwsze cerkwie w Kolechowicach
Pierwsza informacja o prawosławnej placówce duszpasterskiej w Kolechowicach (Kolochowicach) datowana jest na XIII stulecie, natomiast najstarsza wzmianka o parafialnej cerkwi świętych Kosmy i Damiana pochodzi z 1531, przyjmuje się jednak, iż parafia działała od XIV w. Należała ona do dekanatu (protopopii) lubelskiego. Cerkiew ta przetrwała do najazdu tatarskiego w 1668, w czasie którego została całkowicie zniszczona. Nowa świątynia została wzniesiona w 1696. Chociaż znajdowała się na terenie unickiej diecezji chełmskiej, dzięki przywilejowi Jana III Sobieskiego zachowała wyznanie prawosławne. Fundatorem świątyni był starosta parczewski Jan Karol Daniłowicz (Danielewicz). Już w XVIII w. cerkiew kolechowicka podupadła, gdyż dzierżawcy miejscowych dóbr królewskich unikali przekazywania jej niezbędnych do funkcjonowania kwot. W tym samym stuleciu cerkiew przyjęła unię – w protokole wizytacyjnym z 1793 jako proboszcza miejscowej parafii wskazano kapłana wyświęconego przez unickiego biskupa Porfiriusza Skarbka-Ważyńskiego. Wcześniej, w latach 80. XVIII w. liczbę wiernych parafii unickiej w Kolechowicach szacowano na 277 osób.
W 1869 świątynia była już w bardzo złym stanie technicznym. W 1875 cerkiew w Kolechowicach, razem z całą unicką diecezją chełmską, została administracyjnie włączona do eparchii chełmsko-warszawskiej Rosyjskiego Kościoła Prawosławnego. W 1883 miało miejsce poświęcenie nowej cerkwi, podczas gdy cerkiew pounicka została rozebrana, a z pozyskanego materiału wzniesiono dzwonnicę przy nowej świątyni. W latach bezpośrednio poprzedzających likwidację unii do cerkwi uczęszczało 217 osób, z których niektóre na stałe związały się z narzuconym wyznaniem prawosławnym, inne zaś przeszły po wydaniu ukazu tolerancyjnego w 1905 na katolicyzm obrządku łacińskiego.

### Budowa i funkcjonowanie współcześnie istniejącej (2013) świątyni
Funkcjonująca do dziś (2013) cerkiew została wzniesiona w 1902 jako kaplica nagrobna matuszki Zofii Dudzińskiej, żony proboszcza parafii, ks. Antoniego Dudzińskiego, który też samodzielnie sfinansował budowę (koszt zamknął się w kwocie 4 tys. rubli). Patronami obiektu byli początkowo święci Antoni i Zofia. Obiekt poświęcił 10 lipca 1902 biskup lubelski German w asyście czterech innych duchownych prawosławnych z eparchii chełmsko-warszawskiej i w obecności ok. 500 miejscowych wiernych.
Cerkiew cmentarna w Kolechowicach była pomocniczą świątynią cerkwi parafialnej w tej samej miejscowości. W 1915 obydwie świątynie zostały porzucone, gdyż prawosławna ludność miejscowości udała się na bieżeństwo. Żadna z kolechowickich cerkwi nie znalazła się na liście cerkwi przewidywanych do otwarcia sporządzonej przez Ministerstwo Wyznań Religijnych i Oświecenia Publicznego w 1919, ani też nie została faktycznie otwarta w latach następnych. Świątynie we wsi obsługiwali mnisi-misjonarze z monasteru św. Onufrego w Jabłecznej.
Jedyną prawosławną świątynią we wsi kaplica cmentarna stała się po zniszczeniu cerkwi z 1883 w czasie akcji rewindykacyjnej w 1938. Działalność placówki duszpasterskiej zamarła po 1945 i po akcji „Wisła”, gdy z regionu wywieziono prawosławną ludność narodowości ukraińskiej. Od tego momentu nabożeństwa były sprawowane jedynie okazjonalnie przez duchownych z cerkwi w Lublinie lub we Włodawie. W 1983 Polski Autokefaliczny Kościół Prawosławny uzyskał zgodę władz lokalnych na ponowne otwarcie parafii w Kolechowicach. Pewne odrodzenie życia duchowego miało miejsce po 1985, zaś w 1987, po remoncie, cerkiew w Kolechowicach została ponownie poświęcona. We wsi nie ma jednak prawie żadnych wiernych prawosławnych, toteż nabożeństwa w świątyni nadal odbywają się nieregularnie, przede wszystkim w święto patronalne.

## Architektura
Cerkiew w Kolechowicach jest budowlą trójdzielną, złożoną z nawy, przedsionka i pomieszczenia ołtarzowego, orientowaną. Obiekt jest jednokondygnacyjny, ze strychem, ma dwuspadowy dach pokryty blachą (dawniej dachówką), pierwotnie posiadał jedną kopułę. Budowlę wzniesiono z palonej cegły. Świątynia jest tynkowana i bielona. Elewacja frontowa cerkwi jest jednoosiowa z pojedynczym otworem drzwiowym. Elewacja tylna jest jednoosiowa z okienkiem i niszą, w której znajduje się prawosławny krzyż. Elewacje boczne są trójosiowe. Wszystkie okna i drzwi cerkwi zamknięte są ostrołukowo.
Wyposażenie obiektu tworzą przedmioty kultu i utensylia liturgiczne przeniesione ze zniszczonej w 1938 cerkwi parafialnej Świętych Kosmy i Damiana.
Cerkiew (wraz z cmentarzem) została wpisana do rejestru zabytków 25 września 1989 pod nr A/982.